# 伊斯顿 (宾夕法尼亚州)
伊斯顿（Easton）是美国宾夕法尼亚州北安普敦县的一个自治市镇，是北安普敦县的县城。2010年美国人口普查时，伊斯顿的人口为26,800人。伊斯顿位于特拉华河和利哈伊河的交汇处，距费城以北约89公里，纽约市以西约110公里。
伊斯顿是利哈伊山谷最东端的城市，利哈伊山谷面积1893平方公里，拥有超过80万人口。 伊斯顿与山谷中的阿伦敦和伯利恒一起，组成阿伦敦 - 伯利恒 - 伊斯顿都市区，包括宾夕法尼亚州的利哈伊县、北安普顿县和卡本县，以及毗邻的新泽西州沃伦县。 伊斯顿是利哈伊山谷三个城市中最小的一个，约有利哈伊山谷最大城市阿伦敦的四分之一。 因此，这个大都市区成为宾夕法尼亚州第三大都市区，也是该州对纽约都会区的最大和人口最多的贡献。